# 蒂瓦河
53°13′52″N 14°28′39″E / 53.23111°N 14.47750°E
蒂瓦河是波蘭的河流，位於該國西北部，處於西波美拉尼亞省，河道全長48公里，流域面積265平方公里，發源自奇欽斯科-茲德魯伊以南，河口處在格雷菲諾以南。